# رالف بلاک
رالف بلاک (انگلیسی: Ralph Block؛ ۲۱ ژوئن ۱۸۸۹ – ۲ ژانویهٔ ۱۹۷۴) یک فیلم‌نامه‌نویس و تهیه‌کننده اهل ایالات متحده آمریکا بود.
وی همچنین برنده جوایزی همچون جایزه اسکار افتخاری شده‌است.

## فیلم‌شناسی
- آسمان‌خراش
- ایستادگی و رهایی
- دانوب آبی
- ولتاژ بالا
- کوارتربک